# 西瓦冈修道院

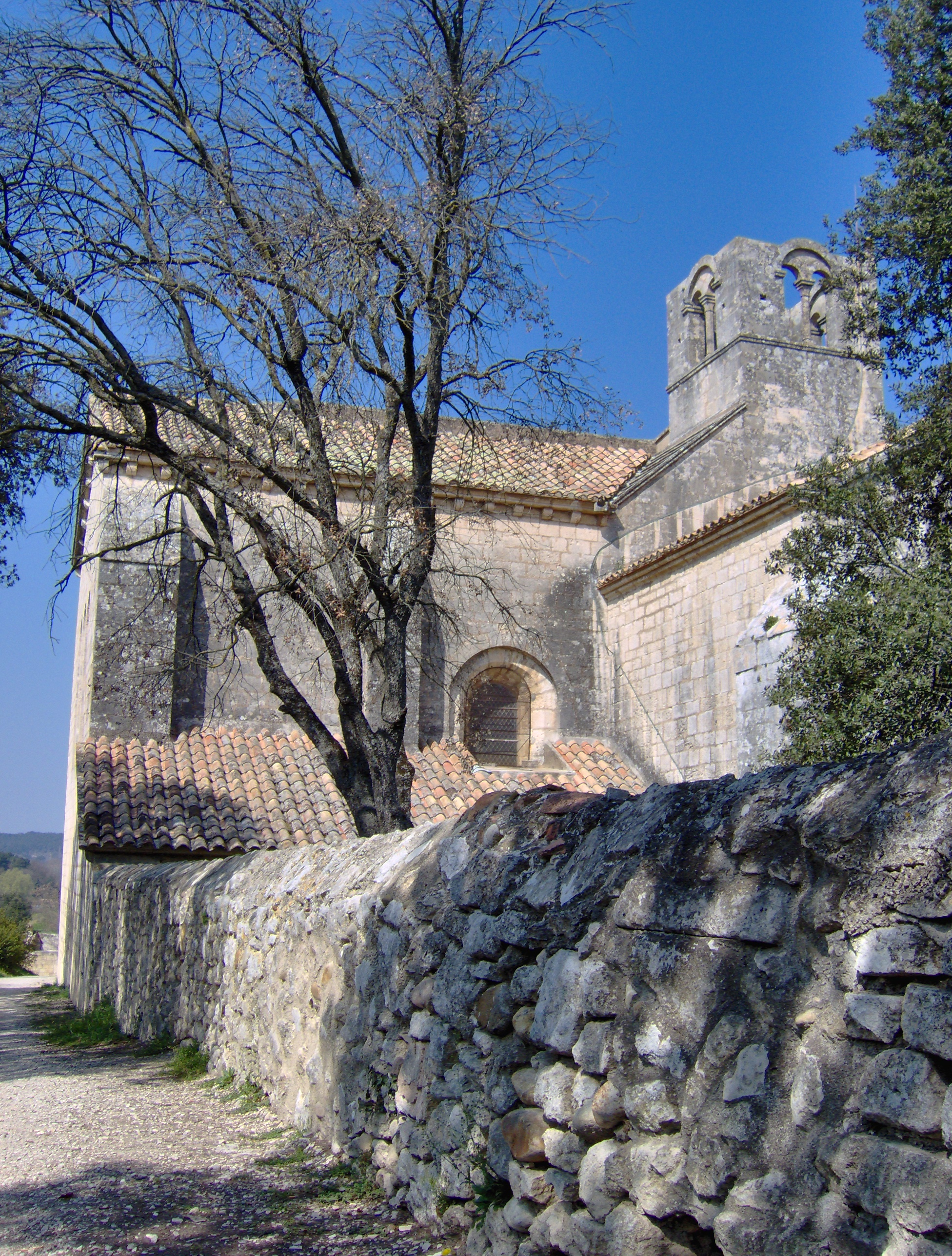

西瓦冈修道院（Abbaye de Silvacane）是一座原熙笃会修道院，位于法国普罗旺斯罗讷河口省拉罗克当泰龙一个偏远的位置。与塞南克修道院和托罗内修道院合称为“普罗旺斯三姐妹”。
它大约成立于1144年，在12世纪末达到极盛，1358年，该修院遭军队掠夺，此后日益受财务问题困扰，到1443年修士们被迫解散修道院，教堂则改为拉罗克当泰龙的堂区教堂。在法国大革命期间修道院被拍卖，改为私人农场。1846年法国政府收购了教堂，宣布为历史古迹，并启动修复工作。1949年政府又收购了剩余的建筑物。

## 历史
这些12和13世纪的建筑，大多是罗马式风格，带有一些哥特式元素。如同通常的早期熙笃会建筑，强调简单与和谐，内部没有令人分心的装饰，是12世纪熙笃会建筑的杰出范例。
修道院北部的食堂重建于13世纪晚期，属于哥特式风格，为修道院最华丽的建筑。
教堂和其他建筑物已不再用于宗教用途。它们向公众开放，有时用于钢琴节等文化活动。

## 图片

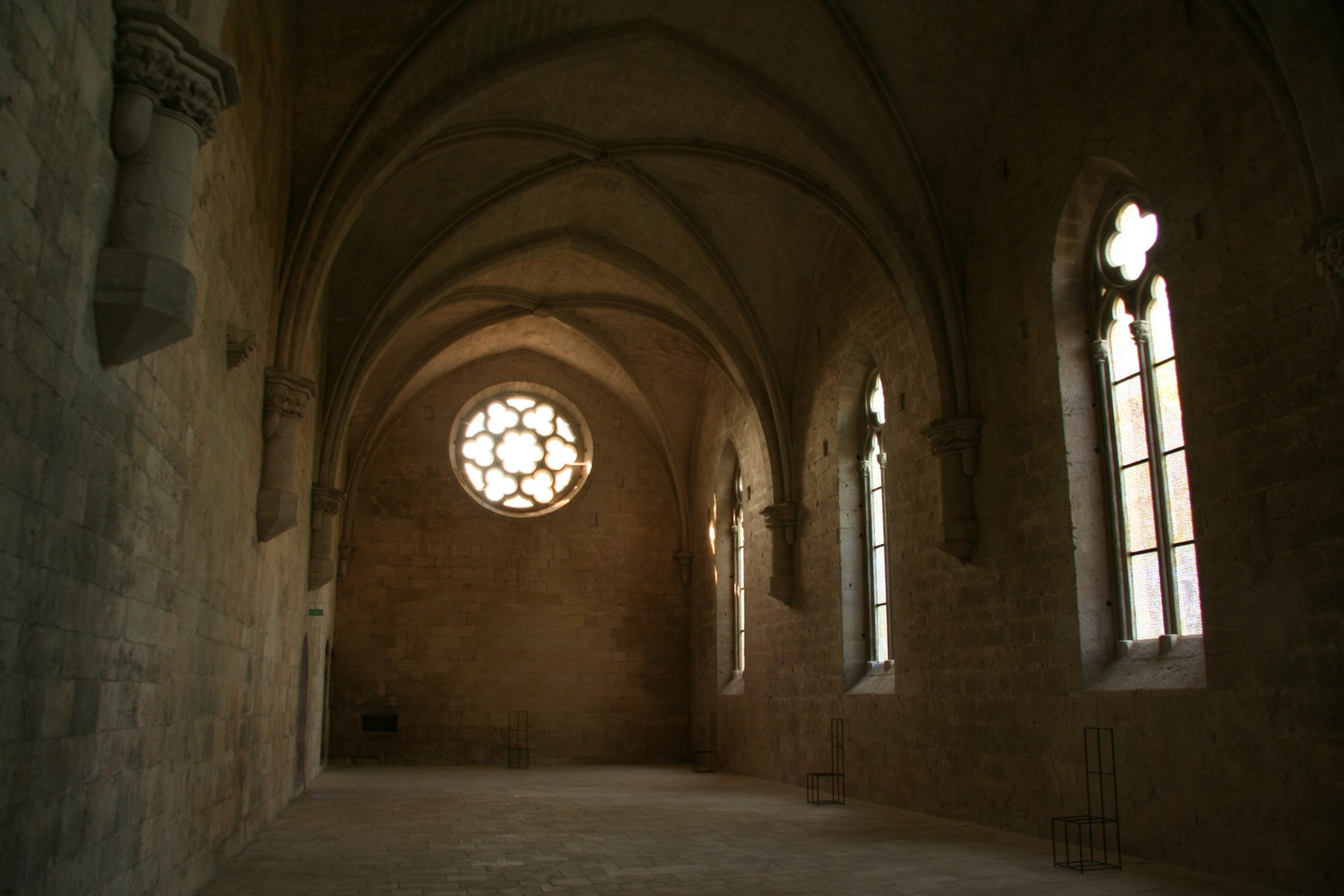
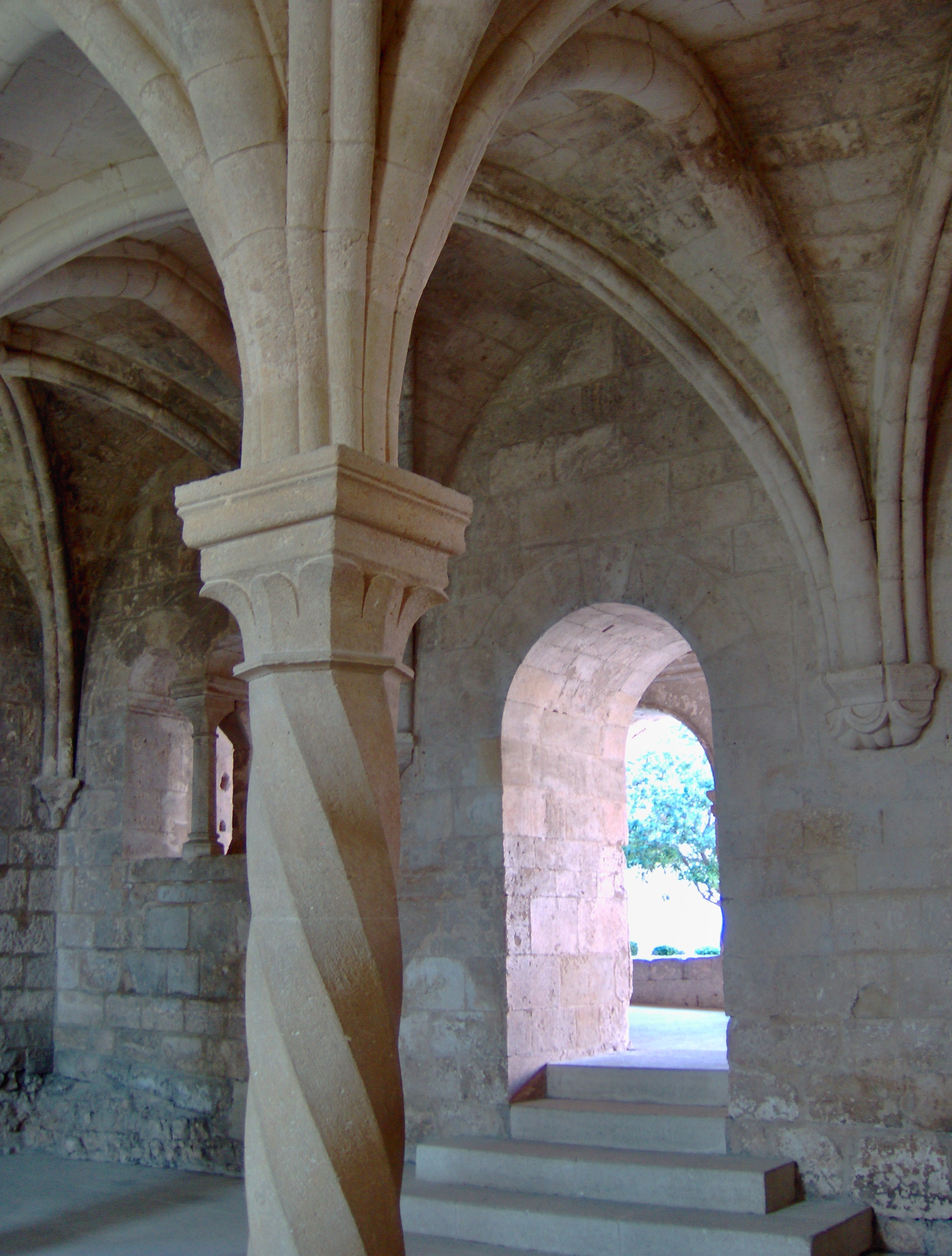
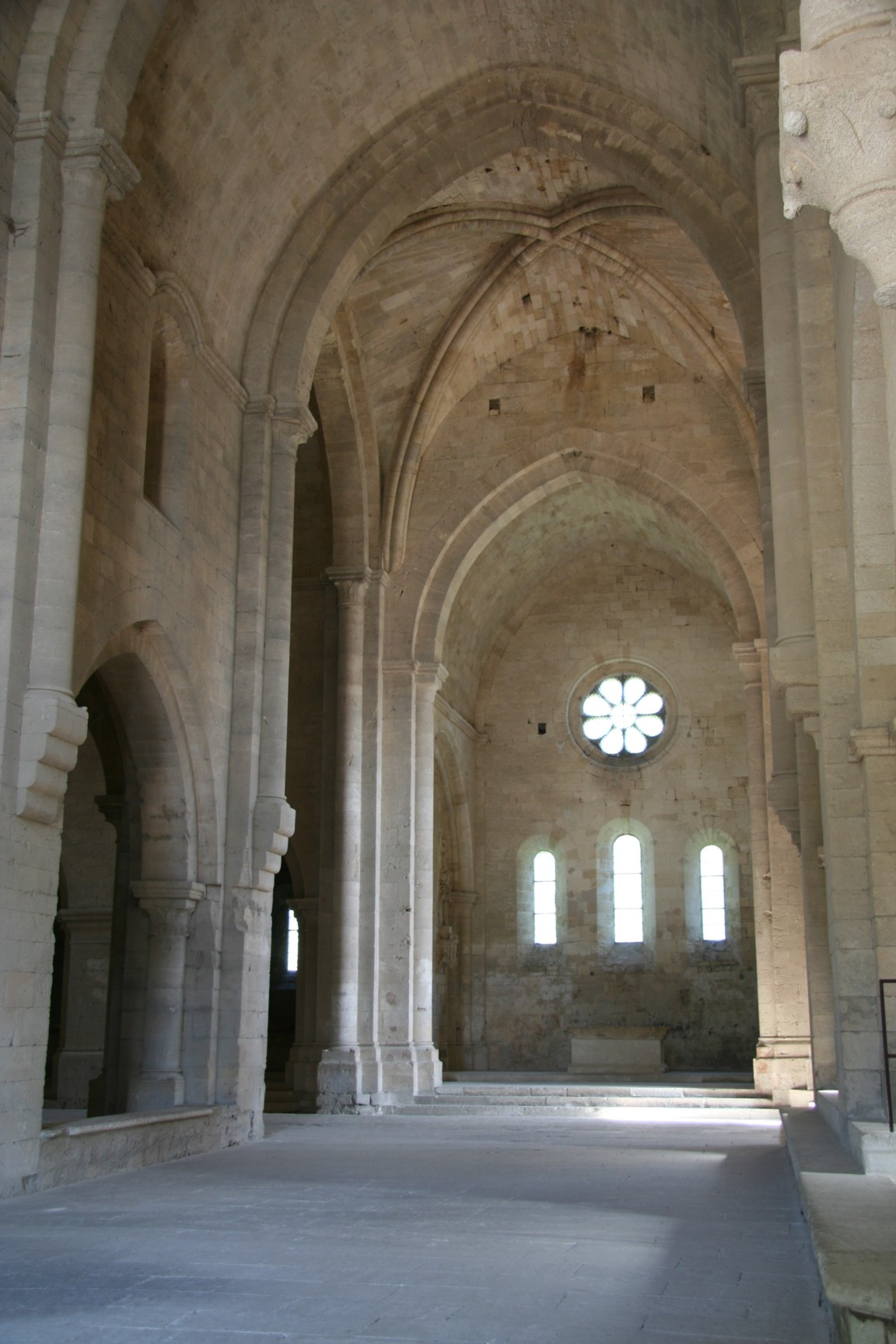
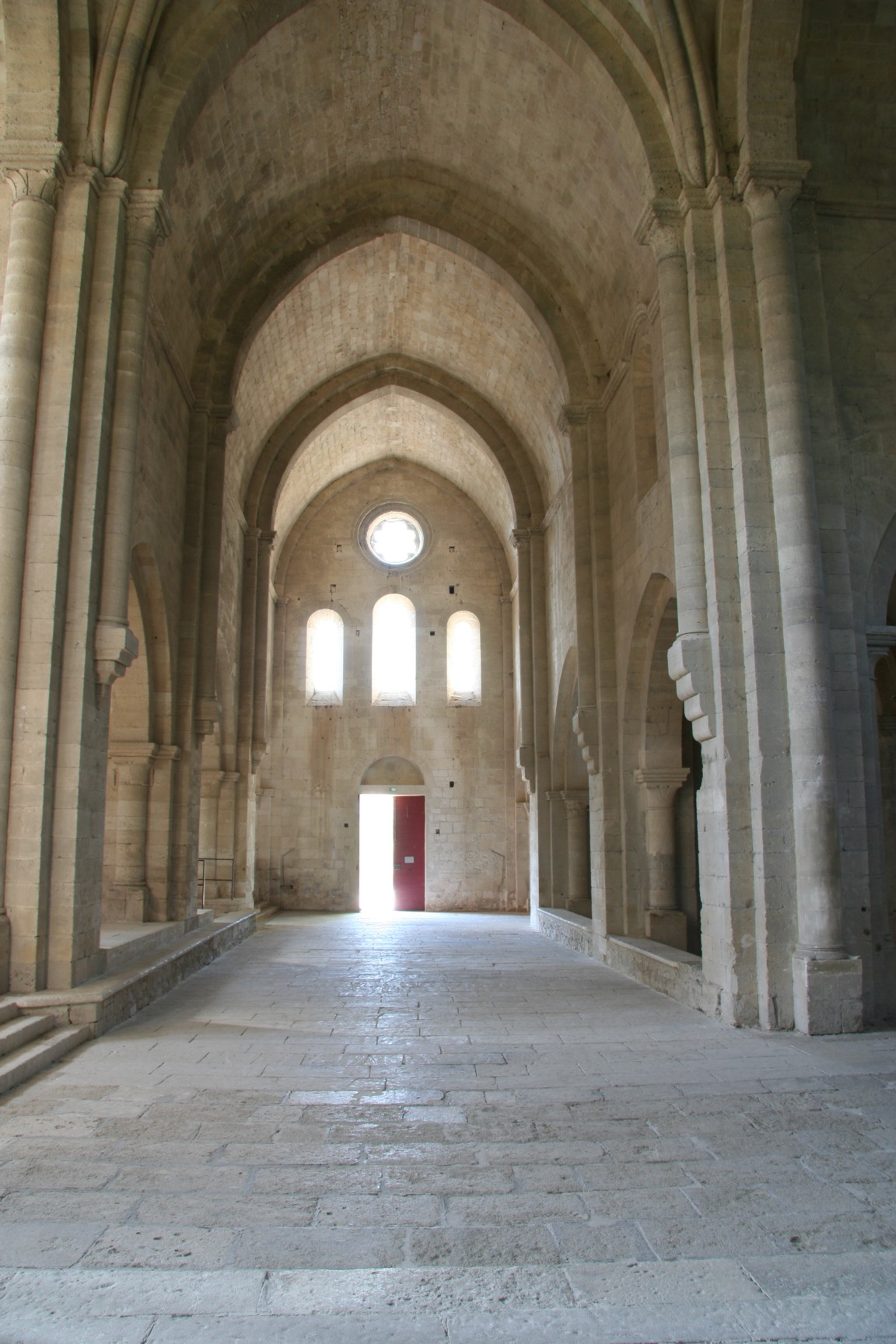
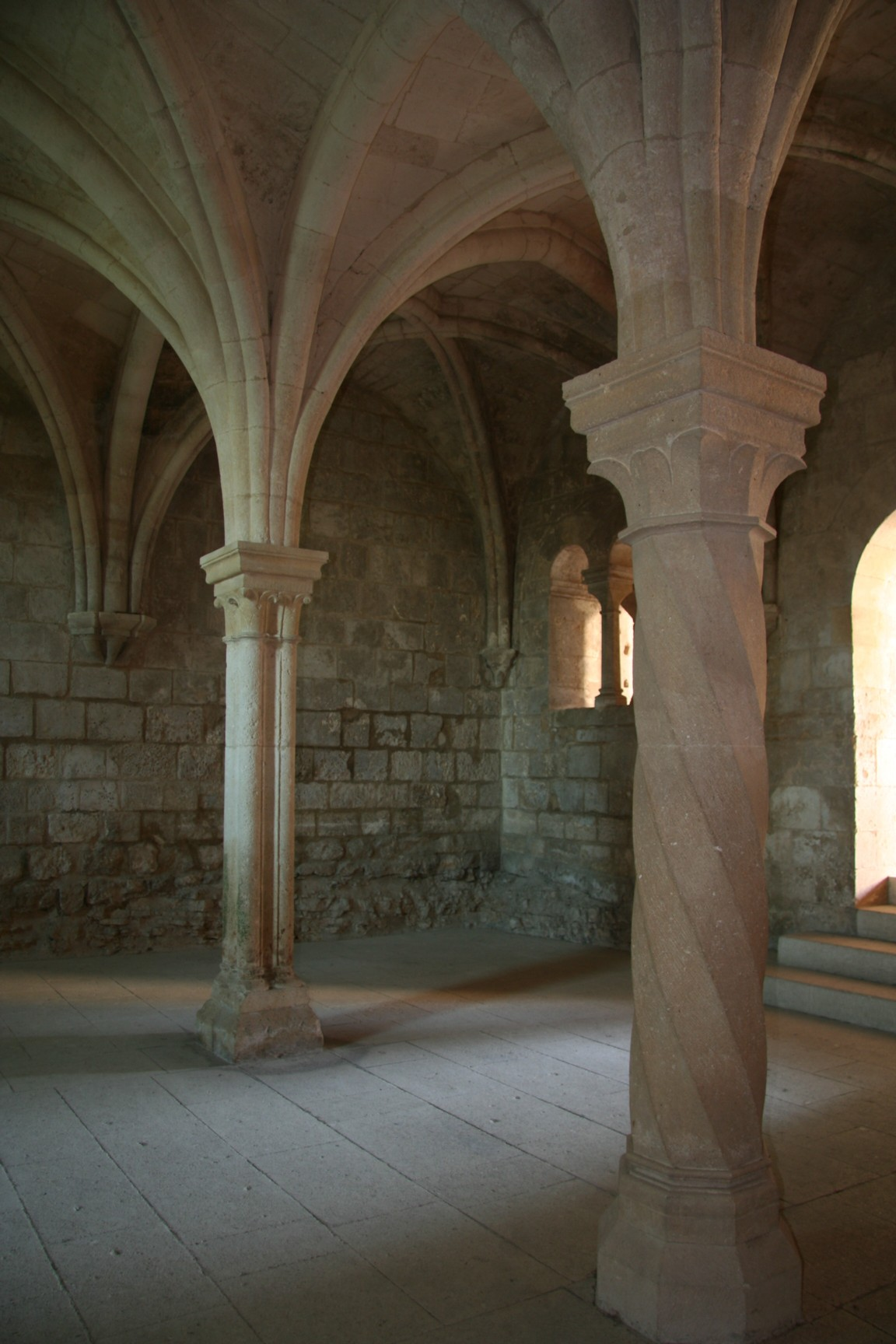